# Olga Inés Brizuela y Doria
Olga Inés Brizuela y Doria de Cara (Chilecito, La Rioja, 11 de abril de 1971), es una abogada y política argentina, diputada nacional por la provincia de La Rioja (2011-2013), diputada provincial por el departamento Capital (periodo 2013-2017), senadora nacional por la provincia de La Rioja (2017-2019) e intendenta de la ciudad de La Rioja(2019-2023).

## Primeros años
Es la menor y la única mujer de los cuatro hijos del matrimonio de Olga de Cara y Raúl Brizuela y Doria. 
Su infancia se desarrolla entre Chilecito y Sañogasta. Su hermano Ramón Brizuela y Doria es abogado, expresidente de la UCR y excandidato a gobernador por este mismo partido en 2003.
Cursa sus estudios secundarios en el entonces Colegio Nacional Joaquín V. González de la ciudad de La Rioja.
En 1989 se traslada a la ciudad de Córdoba donde cursa la carrera de Abogacía.
En Córdoba participó del CReERR (Centro de Residentes y Estudiantes Radicales Riojanos), y luego de la ARRIP (Agrupación de Residentes Radicales del Interior del País),[cita requerida] fundada por su hermano Ramón y un grupo de dirigentes juveniles de distintas provincias.
En el año 1995 terminó sus estudios en la Universidad Nacional de Córdoba donde se recibió  de abogada. Regresa a su provincia, radicándose en la Capital donde ejerció su profesión de forma independiente en el estudio jurídico "Brizuela y Doria &  Asoc.”  

## Política
Es presidenta del Comité Provincia de la Unión Cívica Radical. 

#### Diputada Nacional (2011-2014).
En diciembre de 2011 asume su mandato como Diputada Nacional por La Rioja y renuncio el 2 de abril de 2014 cuando otro diputado la suplantó.

#### Diputada Provincial (2013-2017).
En el año 2013 fue elegida diputada provincial en el distrito Capital por el periodo 2013-2017.

#### Senadora Nacional (2017-2019).
En 2017 fue electa senadora nacional para el periodo 2017-2023 pero ejerció hasta 2019. 

#### Intendenta de la Ciudad de La Rioja (2019-2023).
En el año 2019 fue elegida como la primera mujer Intendenta del distrito Capital, el más grande de la Provincia de La Rioja, además de arrebatarle el municipio a los 37 años ininterrumpidos de gestión al Peronismo Riojano.
El 10 de diciembre de 2019 asumió como intendente de la ciudad para el periodo 2019-2023.
Es una fuerte defensora de Famatina en contra de la megamineria.

#### Vicepresidenta del Comité Nacional de la UCR
El 15 de diciembre de 2023 fue elegida Vicepresidenta primera del Comité Nacional de la Unión Cívica Radical.